# Rákoskert-busz (Budapest)
A budapesti Rákoskert-busz az Örs vezér tere és a Kucorgó tér között közlekedett. A vonalat a Budapesti Közlekedési Zrt. üzemeltette.

## Története
A járat 2000. december 6-án indult Ikarus 260-as autóbuszokkal az Örs vezér tere és Rákoskert között. A Mezőtárkány utcáig egyik megállóban sem állt meg, majd körbejárta Rákoskertet, és visszatért az Örs vezér terére. Csak munkanapokon csúcsidőben közlekedett.
A 2008-as paraméterkönyv bevezetésekor, szeptember 5-én a járat megszűnt, helyette a sűrűbben közlekedő, de több megállót kiszolgáló 97E busz közlekedik.

## Útvonala
| Kucorgó tér felé                                                                                      | Örs vezér tere felé |
| --- | --- |
| Örs vezér tere vá. – Fehér út – Kerepesi út – Keresztúri út – felüljáró – Pesti út – Kucorgó tér vá.. | Kucorgó tér vá. – Pesti út – Sáránd utca – Rákoskert sugárút – Zrínyi utca – Pesti út – felüljáró – Keresztúri út – Gyógyszergyári utca – Fehér út – Örs vezér tere vá. |

## Megállóhelyei
| 0  | Örs vezér tere végállomás | 36 | Gödöllői és csömöri HÉV 31, 32, 44, 45, 61, 61, 61E, 67, 85, 85, 100, 131, 144, 168, 176E, 231, 244, 276E, 277 81, 82 3, 62, 62A |
| 19 | Mezőtárkány utca          | 16 | 161, 162 |
| 20 | Oroszvár utca             | 15 | 161, 162 |
| 22 | Sági utca                 | 13 | 97, 161, 162, 297 |
| 23 | Tápióbicske utca          | 12 | 97, 161, 162, 297 |
| 24 | Szabadság sugárút         | 11 | 161, 162 |
| ∫  | Kucorgó tér               | 10 | 97, 161, 162, 297 |
| ∫  | Rózsaszál utca            | 9  | 97, 297 |
| ∫  | Zrínyi utca               | 8  | 97, 297 |
| ∫  | Erzsébet körút            | 7  | 97, 297 |
| ∫  | Rákoskert sugárút         | 6  | 97, 297 |
| ∫  | Sáránd utca               | 5  | 97, 297 |
| ∫  | Nyomdász utca             | 4  | 97, 297 |
| ∫  | Rózsaszál utca            | 3  | 97, 297 |
| ∫  | Kékliliom utca            | 1  | 97, 297 |
| 25 | Kucorgó tér végállomás    | 0  | 97, 161, 162, 297 |